# Rebecca Nurse
Rebecca Towne Nurse (lub Nourse) (ur. 21 lutego 1621, zm. 19 lipca 1692) została stracona za czary przez rząd prowincji Massachusetts Bay w Nowej Anglii podczas procesów czarownic z Salem w 1692 roku. Była żoną Francisa Nurse'a. Miała kilkoro dzieci oraz wnucząt i była szanowaną członkinią lokalnej społeczności. Ponieważ istniały przeciwko niej dowody widmowe, została oskarżona o bycie czarownicą i powieszona 19 lipca 1692 roku. Nastąpiło to w czasie, gdy kolonia Massachusetts została opanowana przez histerię dotyczącą czarów i obecności Szatana w kolonii. Jej siostry, Mary oraz Sarah, również zostały oskarżone o czary. Mary również została stracona po uznaniu jej za winną, natomiast Sarah uwolniono od zarzutów.

## Życiorys

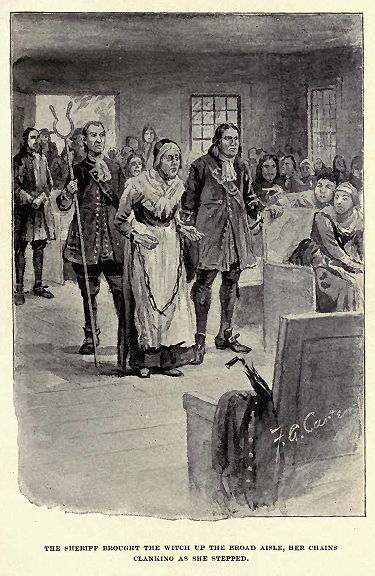
Wyobrażenie procesu Rebekki Nurse z The Witch of Salem, or Credulity Run Mad autorstwa Johna R. Musick

Rebecca, córka Williama i Joanny Towne z domu Blessing, urodziła się w 13 lutego 1621 roku w Great Yarmouth w Anglii. Dokumenty świadczą, że przyjęła chrzest 21 lutego 1621. Jej rodzina wyemigrowała do kolonii w prowincji Massachusetts Bay, osiadając w Salem, choć większość pozostałych członków rodziny Towne’ów przeniosła się dalej w głąb lądu, do Topsfield. Rebecca miała trzy siostry: Susan (ochrzczona 26 października 1625; zmarła 29 lipca 1630), Mary (ochrzczona 24 sierpnia 1634; zmarła ok. 1692) i Sarah. Miała też trzech braci: Edmunda (ochrzczonego w czerwcu 1628 roku), Jacoba (ochrzczonego 11 marca 1631 lub 1632 roku) i Josepha (urodzonego ok. 1639 roku). Około roku 1644 wyszła za mąż za Francisa Nurse'a (lub Nourse'a),również urodzonego w Anglii. Jej mąż był wytwórcą tacek, chociaż produkował prawdopodobnie wiele innych drewnianych artykułów gospodarstwa domowego. Ze względu na rzadkość takich artykułów rzemieślnicy, którzy je wyrabiali, cieszyli się powszechnym szacunkiem. Francis i Rebecca założyli swoją rodzinę w Salem, w dzisiejszym stanie Massachusetts. Mieli ośmioro dzieci: cztery córki i czterech synów. Ich imiona to John (ur. 1645), Rebecca (ur. 1647), Samuel (ur. 1649), Elizabeth (ur. 1655 lub 1656), Mary (ur. 1657 – 28 czerwca 1749), Francis (ur. 1660 lub 1661), Sarah (ur. 1662) i Benjamin (ur. 1665 lub 1666). W 1672 roku Francis Nurse pełnił w Salem funkcję posterunkowego. Rebeccę opisano później jako kobietę, która „zyskała reputację wzorowej pobożności, która praktycznie nie była kwestionowana we wspólnocie”, co czyniło ją jedną z tych osób, których oskarżenie o czary było „mało prawdopodobne.” W 1678 rodzinie zaoferowano możliwość wydzierżawienia 300-akrowego (1,2 km²) gospodarstwa na terenie wsi Salem (dziś Danvers), które pierwotnie zostało przekazane w darowiźnie biskupowi Townsend w 1636. Gospodarstwo to istnieje do dziś i zachowało się jako Zagroda Rebekki Nurse. Rebecca i Francis uczęszczali do protestanckiego domu modlitwy we wsi Salem. Francis był bardzo zaangażowany w życie społeczności, co sprawiło, że zyskał sobie szacunek mieszkańców — często proszono go, aby służył jako mediator w sporach. Nurse’owie oficjalnie pozostali członkami kościoła w mieście Salem aż do śmierci, pomimo swojej aktywności w społeczności wiejskiej. W 1699 roku dzieci Nurse’ów mogły pełnoprawnie nabyć gospodarstwo, które zostało domem ich oraz ich potomków przez wiele pokoleń.

## Oskarżenia oraz proces sądowy
Dnia 23 marca 1692 roku, na podstawie oskarżeń wystosowanych przez Edwarda i Johna Putnamów, wydano nakaz aresztowania Rebekki. Po usłyszeniu zarzutów 71-letnia Nurse, często opisywana jako niepełnosprawna, powiedziała: „Jestem równie niewinna, co nienarodzone dziecko, lecz z pewnością Bóg znalazł we mnie jakiś nieodpokutowany grzech, z tego też powodu zesłał na mnie na starość takie nieszczęście.”
Zarzuty postawione kobiecie spotkały się z powszechnym sprzeciwem, jako że Rebecca była uznawana za kobietę o bardzo pobożnym charakterze, która żyła w zgodzie ze swoimi sąsiadami i była znana ze swojej szczodrości. Nawet jej sąsiadka, Sarah Holton, która wcześniej oskarżyła Rebekkę o nierozsądne zachowanie podczas kłótni dotyczącej świń wchodzących na jej posesję, zmieniła później zdanie i stanęła w obronie Rebekki. 39 najbardziej znaczących członków społeczności podpisało petycję w obronie Nurse. W wieku 71 lat była ona jedną z najstarszych oskarżonych. Sędziowie śledczy, John Hathorne i Jonathan Corwin, którzy zwykle rozpatrywali winę oskarżonej jako oczywistą, w sprawie Rebekki przyjęli zupełnie inną postawę podobnie stało się również w przypadku jej siostry, Mary Eastey. Powiedzieli Rebece otwarcie, że jeśli jest ona niewinna, to mają nadzieję, że Bóg wskaże jej niewinność, ponieważ „jest rzeczą smutną widzieć oskarżonych członków kościoła.” Na Hathorne’a bez wątpienia wywarł wpływ fakt, iż jego siostra, Elizabeth Porter, była bliską przyjaciółką Rebekki i jedną z jej najbardziej oddanych obrończyń.
Proces sądowy rozpoczął się 30 czerwca 1692 roku. Zgodnie z obowiązującymi procedurami, Rebecca Nurse, podobnie jak inne osoby oskarżone o czary, reprezentowała samą siebie, ponieważ nie miała pozwolenia na to, aby mieć obrońcę. Dzięki temu, że była osobą poważaną, wielu członków społeczności zeznawało w jej imieniu wraz z członkami jej rodziny. „Dotknięci czarami” często mieli ataki i twierdzili, że Nurse ich dręczy. Te tak zwane „dowody widmowe” były dopuszczone do procesu sądowego, aby wykazać, że Szatan dręczy inne osoby należące do społeczności na żądanie oskarżonej. W odpowiedzi na ich wybuchy, Nurse oznajmiła „Nie mam nikogo, do kogo mogłabym się zwrócić, poza Bogiem.”
Ostatecznie ława przysięgłych orzekła, że Nurse nie jest winna. Z powodu powszechnego sprzeciwu i powtarzających się ataków i spazmów „dotkniętych czarami,” sędziowie wraz z ławą przysięgłych ponownie rozpatrzyli sprawę Rebekki. Podkreślono szczególnie jeden punkt, a ława przysięgłych poprosiła o ponowne obrady, będące praktyką prawną stosowaną w tamtych czasach. Ława przysięgłych poprosiła Rebekę o wyjaśnienie jej słów na temat innej oskarżonej „czarownicy,” Deliverance Hobbs, w których Rebecca stwierdziła, że Deliverance była „jej towarzyszką”, czego implikacją miało być to, że obie podpisały pakt z Diabłem. Niedosłysząca Rebecca nie usłyszała pytania; wyjaśniła później swoim dzieciom, że odnosiła się do owej kobiety jako do „współoskarżonej” czarownicy. Mimo tego, ława przysięgłych zmieniła werdykt i skazała Nurse na śmierć 19 lipca 1692 roku. Z uwagi na naglące błagania jej rodziny, jak i ogrom dowodów świadczących o jej dobrym charakterze, łącznie z poruszającym listem wystosowanym przez przewodniczącego ławy przysięgłych Nurse, gubernator Massachusetts William Phips, ułaskawił kobietę, jednak decyzja ta została później unieważniona.

## Śmierć i jej następstwa

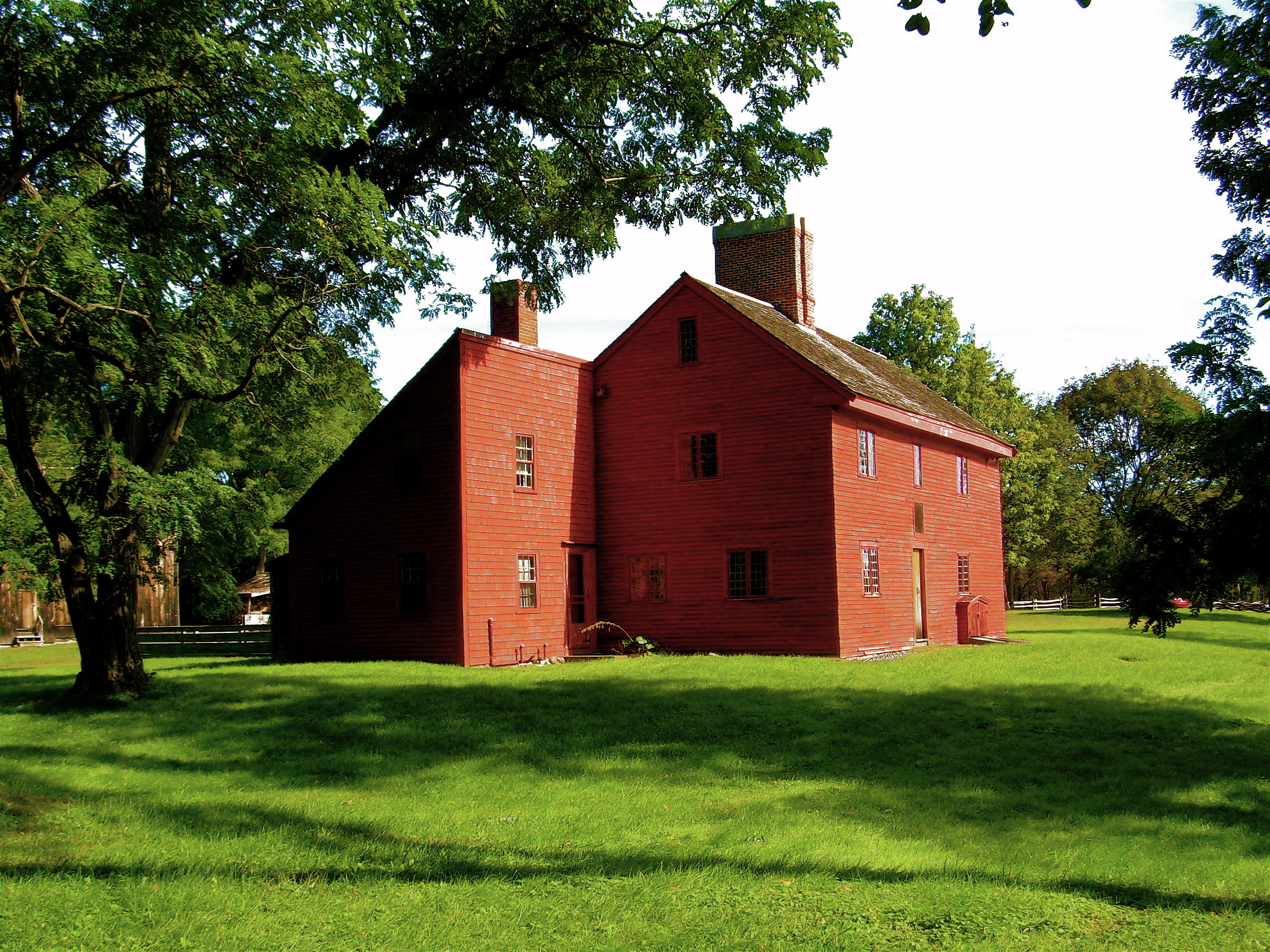
Posiadłość Rebekki Nurse w 2006 roku

Wielu ludzi opisywało Nurse jako "kobietę dostojną" z powodu jej opanowanego zachowania w obliczu śmierci na szafocie. Zgodnie ze zwyczajem po tym jak ją powieszono, jej ciało zostało pochowane w płytkim grobie w pobliżu miejsca egzekucji. Osoby powieszone uważane były za nienadające się do chrześcijańskiego pochówku na przykościelnym cmentarzu. Zgodnie z przekazem ustnym rodzina Nurse wróciła po zmroku i po kryjomu odkopała ciało, które należycie pochowała na terenie rodzinnej farmy. Mimo że dokładne miejsce jej pochówku nigdy nie zostało potwierdzone, w 1885 jej potomkowie wznieśli wysoki granitowy pomnik na cmentarzu Zagrody Rebekki Nurse w Danvers (wcześniej Salem) w stanie Massachusetts.
W 1706 roku oskarżycielka Nurse, Ann Putnam Jr., wydała publiczne oświadczenie podczas wstępowania do zgromadzenia wiernych Salem. Wyraziła ogromną skruchę z powodu roli jaką odegrała w procesie Rebekki i jej dwóch sióstr, Mary Eastey i Sarah Cloyce. "Pragnę uniżyć się przed Bogiem za tę smutną i pouczającą opatrzność, która spadła na rodzinę mojego ojca około roku 92; dzięki której to ja, będąca w okresie dzieciństwa, zostałam instrumentem do oskarżenia kilku osób o tak poważne przewinienie, za sprawą którego straciły życie, które teraz mam powód uważać za niewinne, oraz że było to zwodzenie Szatana, które omamiło mnie w tym smutnym czasie, w którym słusznie się obawiałam odegrania znaczącej roli, nieświadomie i bezwiednie, w sprowadzeniu na mnie i na tę ziemię przewinienie rozlania niewinnej krwi; zostało to powiedziane i zrobione przeze mnie innym ludziom, lecz mogę szczerze i uczciwie przyznać przed Bogiem i człowiekiem, że dopuszczając się tego czynu nie miałam złych intencji wobec nikogo; ale to co zrobiłam było spowodowane nieświadomym zwodzeniem Szatana. A ponieważ byłam głównym organem oskarżenia Pani Nurse oraz jej dwóch sióstr, pragnę zostać pochowana w pyle i być za to upokorzoną, gdyż na równi z innymi byłam przyczyną tej smutnej katastrofy, jaka dotknęła ich i ich rodzin; i właśnie dlatego pragnę spocząć w pyle i żarliwie błagać o wybaczenie Boga i wszystkich tych, którym przysporzyłam zmartwień i zniewag, których krewni zostali zabrani oraz oskarżeni."
Członkowie rodziny Nurse przyjęli przeprosiny Ann i pojednali się z nią; jednak nigdy nie wybaczyli Samuelowi Parrisowi, wiejskiemu pastorowi, którego osobiście obwiniali o bolesną stratę – "nikt nie wie, przez co przeszliśmy po stracie takiej matki" – i nie poprzestali, aż do usunięcia go ze stanowiska w 1697 roku. W 1711 orku jej dzieci złożyły petycję do rządu o uchylenie wyroku śmierci oraz przyznano im odszkodowanie za niesprawiedliwą śmierć Rebekki. W 1712 roku kościół miejski w Salem cofnął ekskomunikę nałożoną na Rebekkę: "że nie był ujmą dla jej pamięci ani powodem do smutku dla jej dzieci".
W 1892 roku społeczność wzniosła drugi pomnik upamiętniający czterdziestu sąsiadów na czele z Israelem i Elizabeth (Harthorne) Porter, którzy wzięli na siebie ryzyko wyrażania publicznego poparcia dla Nurse poprzez podpisanie petycji do sądu w 1692 roku. Jednym z sygnatariuszy był ojciec generała Israela Putnama.
Rodzina Nurse pozostała w swojej posiadłości przez wiele pokoleń. W końcu farma została sprzedana Phineasowi Putnamowi, kuzynowi Benjamina, pra-prawnuka Rebekki w 1784 roku. Rodzina Putnamów pozostała tam aż do około 1905 roku. Przed 1909 r. farma została uratowana przez wolontariuszy oraz przekształcona w muzeum, które ma powierzchnię 27 akrów z pierwotnych 300 (1,2 km²) i składa się z oryginalnego domu oraz cmentarza.

## W kulturze popularnej
Proces Nurse został przedstawiony w jednym z odcinków programu radiowego stacji CBS „CBS Is There”, który został wyemitowany 28 lipca 1947 roku.
Rebecca Nurse jest główną postacią sztuki Arthura Millera, „Czarownice z Salem”. W oryginalnej broadwayowskiej produkcji z 1953 roku w jej rolę wcieliła się Jean Adair, która zmarła niedługo później. Utwór ten doczekał się adaptacji filmowych w 1957 i 1996 roku. Postać Nurse zagrały odpowiednio Marguerite Coutan-Lambert i Elizabeth Lawrence. W pierwszej i uznanej przez krytyków adaptacji telewizyjnej, wyprodukowanej przez stację BBC w 1980 roku, zagrała ją Ann Dyson.
Jest ona również kluczową postacią w uhonorowaną Nagrodą Pulitzera operze Roberta Warda, "The Crucible" bazowanej na sztuce Millera.
Postać Nurse była inspiracją dla innych scenicznych scenariuszy o Procesach Czarownic z Salem. Film telewizji PBS, "Three Sovereigns For Sarah" z Vanessą Redgrave w roli jednej z sióstr Rebekki, Sara Cloyce; pomimo bycia oskarżoną o uniknięcie egzekucji. Film przedstawia historię Nurse oraz członków jej rodziny. W 2002 roku w miniserialu stacji CBS, "Salem Witch Trials" w rolę Rebekki wcieliła się aktorka Shirley MacLaine. Charles W. Upham napisał o niej książkę, "Lectures on Witchcraft". Zostaje ona wspomniana także w powieści Robina Cooka, "Acceptible Risk". Postać uważa Nurse za bogobojną i dziwi się, gdy widzi ją zmierzającą na egzekucję. Nurse jest również obecna jako postać drugoplanowa w dramacie historycznym Katherine Howe, "The Physick Book of Deliverance Dane". W powieści Howe Nurse przedstawiona jest jako zupełne przeciwieństwo głównej bohaterki Deliverance Dane. Rebekka głównie pojawia się w scenach skazywania oraz egzekucji osób oskarżonych o czary.